# Frătești
Frăteşti es una comuna ubicada en el distrito de Giurgiu, Rumania.

## Superficie
Cuenta con una superficie de 92,03 kilómetros cuadrados.

## Demografía
Hasta 2021 la población era de 5000 habitantes, con una densidad de población de 54,33 habitantes por kilómetro cuadrado.